# 徽典館
徽典館（きてんかん）は、江戸時代から明治時代初期にかけて、甲斐国（山梨県）の甲府にあった学問所。山梨大学の前身にあたる。
城下町たる甲府の中心であった甲府城郭内（甲府市丸の内一丁目）に置かれ、四書五経を中心とする朱子学や政道論が教えられた。「徽典」とは『書経』舜典にある「慎徽五典」すなわち「慎みて五典を徽（よ）くす」に由来する。
徽典館があった甲府市丸の内一丁目は、甲府城二ノ堀で囲郭された郭内の武家地であった。甲府勤番士の屋敷が散在していたほか、西側には甲府勤番追手役宅、その南には薬園が所在していた。徽典館の西には追手小路が通り、北側には甲府城追手門があり、内堀で囲郭された内城に至る。近代には武家地が払い下げられ官公庁用地として開発され、跡地には老舗旅館が営業している。

## 甲府徽典館の創設

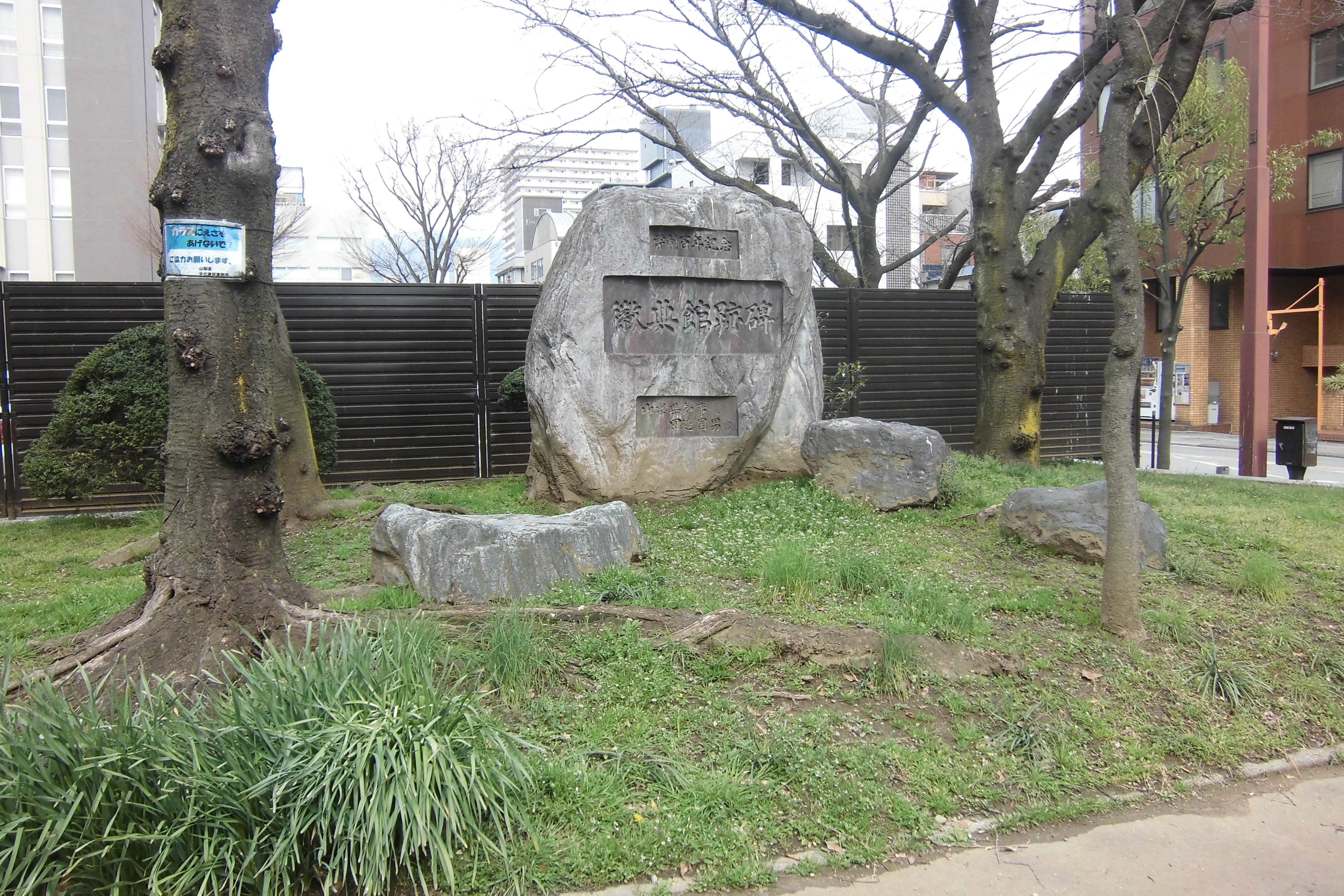
徽典館跡碑（甲府市中央公園）

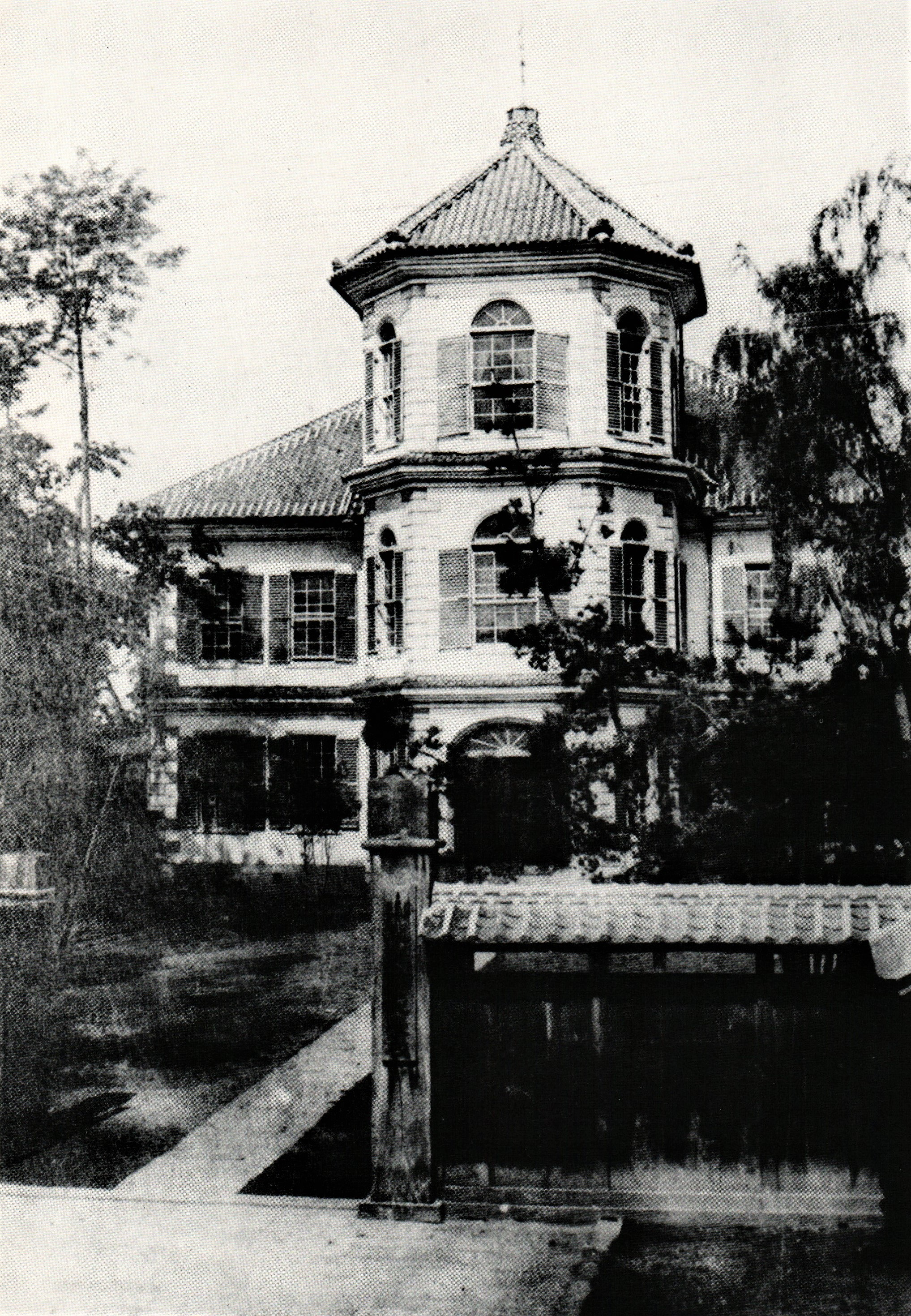
明治17年（1884年）に建てられた徽典館2代目校舎。現在の甲府市中央公園（中央1丁目）付近にあった。

近世甲斐国では江戸時代前期に甲府藩が設置され、甲府徳川家や柳沢家など甲府藩主は文治主義を執り学問に親しんでいた。しかし歴代藩主は江戸滞在が主で甲斐には在国せず、国元における藩校の整備は遅れ、甲斐在番の武士階層では独学や私塾における教育が中心であった。
享保9年（1724年）3月には、幕政における享保の改革に伴い甲府藩は廃藩となった。甲斐一円は幕府直轄領化され、甲府城下町は甲府勤番支配による町方支配が行われ、城下には勤番支配2名と勤番士が在住した。江戸時代には商品経済の発達により教育を必要とする機運が高まり、天明年間には松平定信の寛政の改革により一段と学問が奨励された。こうした背景の下、甲府城下においても本格的な教育機関として学問所が設けられた。
徽典館の成立事情は明治16年の火災で関連文書が焼失しているため実態は明らかではないが、江戸の昌平坂学問所との関わりを示す『日本教育史史料』や明治期に編纂された書籍目録、学頭を務めた林靏梁ら関係者の日記が残されている。それらの断片的な史料によれば、寛政8年（1796年）に甲府勤番子弟の教育を目的に甲府勤番支配の近藤政明（淡路守）と相役の永見為貞（伊予守）が設置した甲府学問所が前身とする。学問所は勝手小普請役の富田武陵（富五郎）を教授（のちに学頭）に起用して勤番役邸に開校する。享和3年（1803年）には甲府城追手門南に学舎が新築されて庶民にも開放され、甲府学問所は武芸一般を教える講武所のほか、医術を教える医学所も設置されていた。大学頭の林述斎（林衡）により「徽典館」と命名され、松平定信筆の扁額が掲げられた。
初代学頭には甲府勤番支配・浅野長祚が招いた友野霞舟、乙骨耐軒が任命された。徽典館の教則はすべて霞舟によって作成されたものである。

## 徽典館の再編と教授内容
天保14年（1843年）には幕府の地方官学統制の下、駿府の明新館とともに、江戸にあった昌平坂学問所の分校としての再編が行われた。追手門前へ移転して昌平坂学問所や江戸城の紅葉山文庫から蔵書の一部が移管された。組織改編も行われ、2人の学頭はそれまで勤番士の中から選抜されていたが、昌平坂学問所から派遣されたもので独占されることとなった。
これには勤番士の間で不満の声が上がり、学頭問題が発生した。安政3年（1856年）に甲府勤番は、内部昇進が失われることにより教育効果が薄れることや経費節減などの理由から1人を内部から選抜することを幕府に申請し、受理された。だが林大学頭がこれに反対し、学頭の席は江戸からの派遣で、教授方を勤番士中から選抜することで合意に至った。徽典館の充実により教育効果は向上したものの、一方で優秀な学生を江戸へ留学させる機会がなくなる問題も発生した。
教授内容は四書五経を中心とし朱子学を重視する学風で、再編後の天保14年（1843年）3月布告「徽典館稽古日割」が、講義の内容や日時を記す唯一の史料として現存している。これによれば、徽典館では素読、講釈、輪講、会読が行われ、講釈については一般町人、百姓への開放されていた。試験（学問御試）は春秋の年二回、五日間に一日一科目の試験が実施された。答案は江戸へ送付されて評定が行われ、成績優秀の者に対しては褒美の下賜や勤番士への登用も行われた。

## 幕末・明治から現代
著名な学頭には岩瀬忠震や田辺太一、中村正直（敬宇）、永井尚志らがおり、出身者には杉浦譲、明治期の山梨県における民権運動家である田辺有栄や八巻九万らがいる。明治5年（1872年）には開智学校と改称。師範講習学校を経て、明治15年（1882年）には再び徽典館と名乗っている。その後山梨県師範学校、山梨学校などを経て現在の山梨大学となり、県内の官学の中心としての地位を保っている。
山梨大学は2018年7月、明治期の徽典館外観（八角三層）を模した大村智（2015年ノーベル生理学・医学賞受賞者）の記念学術館を開所した。